# Sergio Santín
Sergio Santín, vollständiger Name Sergio Rodolfo Santín Spinelli, (* 6. August 1956 in Salto) ist ein ehemaliger uruguayischer Fußballspieler.

## Karriere

### Verein
Der 1,78 Meter große Mittelfeldspieler Santín spielte von 1975 bis einschließlich 1980 für Danubio. 1980 wechselte er dann nach Kolumbien zu Cúcuta Deportivo. Dort stand er bis 1982 unter Vertrag. In jenem Jahr schloss er sich CD Pereira an, bevor er seine dritte Station im kolumbianischen Vereinsfußball von 1983 bis 1986 bei Atlético Nacional wählte. 1986 fand ein Engagement Santíns beim FC Santos statt. 1987 bis 1988 spielte er abermals in Kolumbien. Arbeitgeber war in jener Zeit América de Cali. Dort erreichte Santín mit seinem Verein 1987 die Finalspiele um die Copa Libertadores, in denen er jeweils in der Startaufstellung stand. Die Trophäe musste man aber nach 0:1-Niederlage im Entscheidungsspiel Peñarol überlassen. Santín gehörte sodann von 1989 bis 1990 dem Kader Peñarols in der Primera División an. Als letzte Karrierestation ist von 1990 bis 1991 Once Caldas verzeichnet.

### Nationalmannschaft
Santín war auch Mitglied der A-Nationalmannschaft Uruguays, für die er zwischen dem 18. Juli 1980 und dem 16. Juni 1986 18 Länderspiele absolvierte. Ein Länderspieltor erzielte er nicht. Santín nahm mit Uruguay an der Weltmeisterschaft 1986 teil. Dort kam er sowohl in allen Gruppenspielen, als auch im Achtelfinale gegen Argentinien zum Einsatz.

## Sonstiges
Sein Sohn Damián Santín ist ebenfalls Profi-Fußballspieler.